# Forn de la Concepció (Palma)
El Forn de la Concepció és un establiment emblemàtic de Palma amb una història que es remunta a l'any 1902, quan Joan Roca n'era el propietari. En aquell moment, un jove de 16 anys anomenat Joan Isern va començar a treballar-hi per aprendre l'ofici de forner.

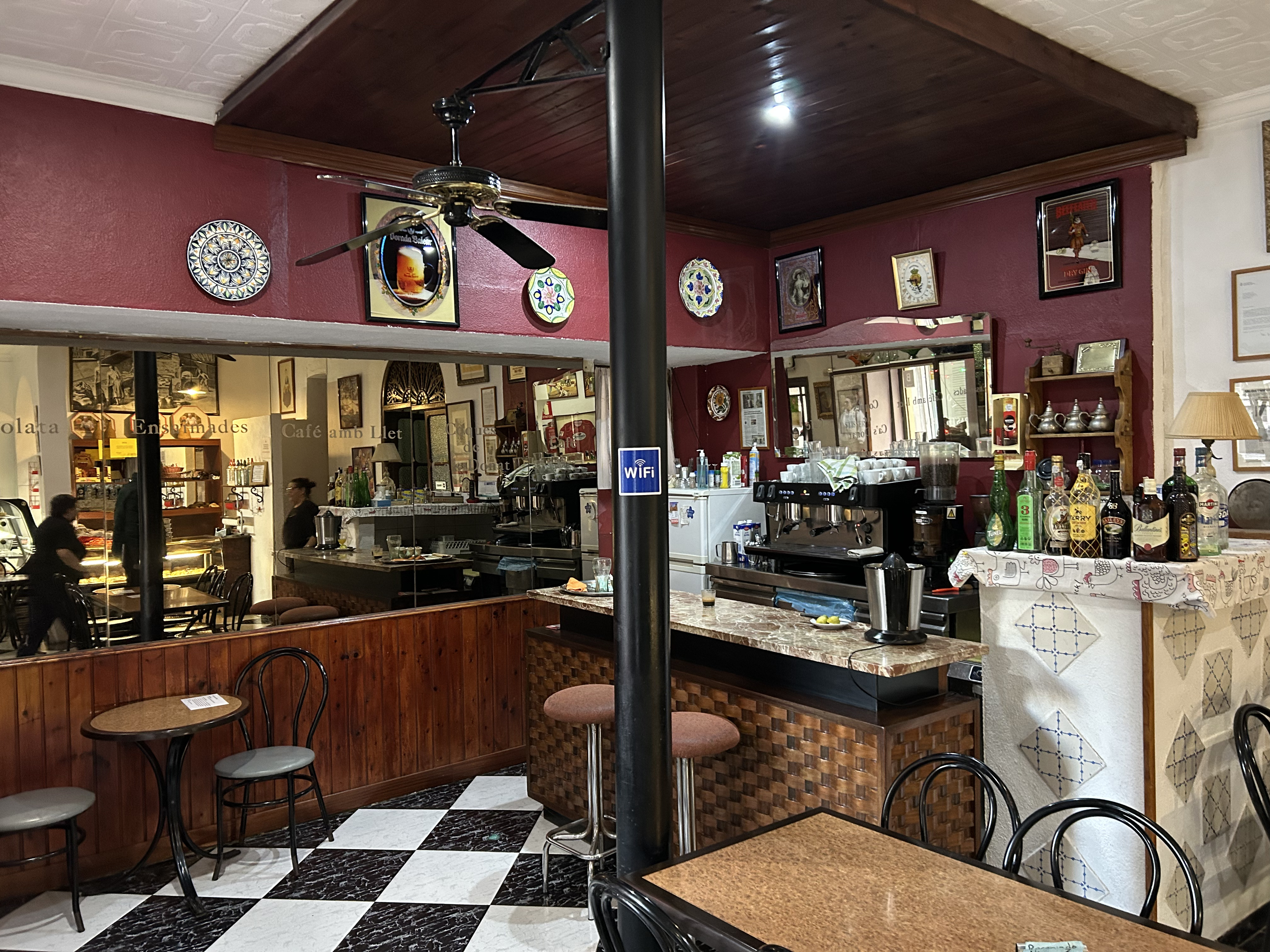
Mostrador del Forn de la Concepció (Palma)

El 1971, va adquirir el negoci, canviant-li el nom pel del carrer on està ubicat, carrer de la Concepció, núm. 17, de Palma: Forn de la Concepció.
El negoci fou ampliat a altres productes, a més del pa. Ho va fer amb la seva esposa, Maria Sureda amb qui obri un segon establiment a la plaça Barcelona, núm. 2. A dia d’avui, són els seus fills qui regenten el negoci. Al darrere hi ha una histìoria d'amor.
És un forn que és conegut per la qualitat dels productes oferts, des pans artesanals a pastissos i altres receptes tradicionals de Mallorca. Els dolços tradicionals tenen cabuda en el calendari festiu.

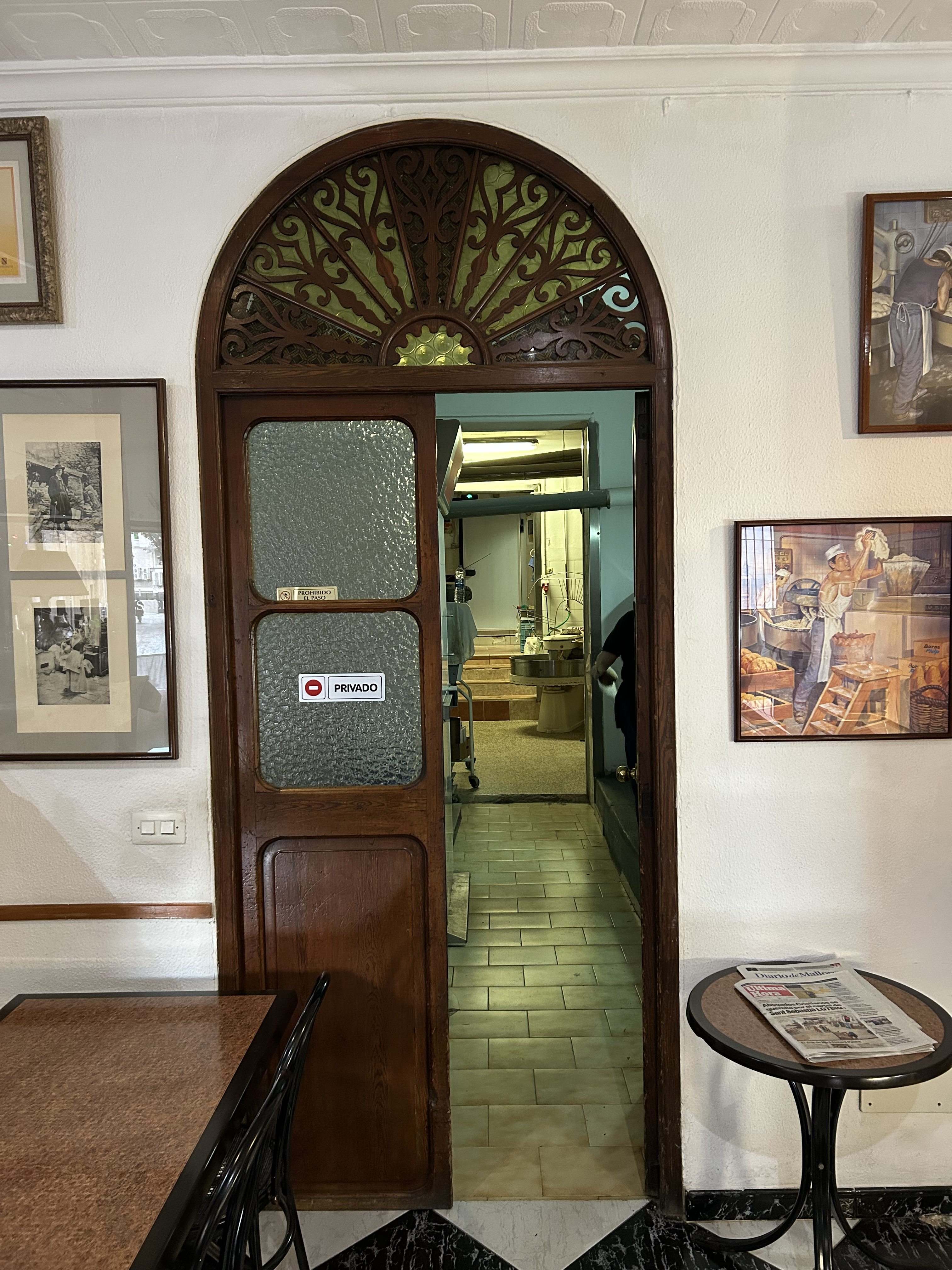
Vidriera del Forn de la Concepció (Palma)

A més dels productes de fleca i pastisseria, el forn ofereix un ambient acollidor a la seva cafeteria, on els clients poden gaudir de les seves especialitats en un entorn amb encant. El segon local, situat a la plaça de Barcelona, núm. 2, de Palma, ha estat reformat amb un estil vintage i compta amb un racó dedicat als més petits, amb joguines i llibres per al seu entreteniment.
És un pilar fonamental de la gastronomia palmesana, de més de 100 anys d’història, que manté viva les tradicions gastronòmiques de Mallorca oferint productes de qualitat.
El 24 de juliol de 2024 (resolució núm. 7460, Ajuntament de Palma) el manté com a Comerç Emblemàtic (categoria 1A) en l'aprovació del Catàleg d'establiments emblemàtics de 2024.